# 헤이세이 지쿠호 철도 다가와선
다가와 선(일본어: 田川線)은 일본 후쿠오카현 유쿠하시시의 유쿠하시역부터 다가와시의 다가와이타역에 이르는 헤이세이 치쿠호 철도의 철도 노선이다. 구) 일본국유철도의 특정 지방교통 노선이었던 규슈 여객철도 다가와 선을 승계한 노선이다.

## 노선 정보
- 관할 (사업 종별) : 헤이세이 치쿠호 철도 (제 1 종 철도 사업자)
- 구간 (영업 거리) : 유쿠하시 - 다가와이타 26.3km
- 궤간 : 1,067mm
- 역 수 : 16역 (기.종점역 포함)
- 복선화 구간 : 없음 (전 구간 단선)
- 전철화 구간 : 없음 (전 구간 비전철화)
- 폐색 방식 : 특수 자동 폐색식 (전자 부호 조사식)

## 역 목록
※ 전 노선 후쿠오카현에 소재.
| 역명                 | 일어 역명      | 역간 거리 | 영업 거리 | 접속 노선                                                | 소재지     | 소재지     |
| -------------------- | -------------- | --------- | --------- | -------------------------------------------------------- | ---------- | ---------- |
| 유쿠하시             | 行橋           | -         | 0.0       | 규슈 여객철도 닛포 본선                                  | 유쿠하시시 | 유쿠하시시 |
| 레이와코스타유쿠하시 | 令和コスタ行橋 | 1.3       | 1.3       |                                                          | 유쿠하시시 | 유쿠하시시 |
| 미야코이즈미         | 美夜古泉       | 2.3       | 2.3       |                                                          | 유쿠하시시 | 유쿠하시시 |
| 이마가와캇파         | 今川河童       | 0.7       | 3.0       |                                                          | 유쿠하시시 | 유쿠하시시 |
| 도요쓰               | 豊津           | 1.9       | 4.9       |                                                          | 유쿠하시시 | 유쿠하시시 |
| 신토요쓰             | 新豊津         | 0.9       | 5.8       |                                                          | 미야코 군  | 미야코정   |
| 히가시사이가와산시로 | 東犀川三四郎   | 2.4       | 8.2       |                                                          | 미야코 군  | 미야코정   |
| 사이가와             | 犀川           | 1.5       | 9.7       |                                                          | 미야코 군  | 미야코정   |
| 사키야마             | 崎山           | 2.7       | 12.4      |                                                          | 미야코 군  | 미야코정   |
| 겐지노모리           | 源じいの森     | 3.4       | 15.8      |                                                          | 다가와군   | 아카촌     |
| 유스바루             | 油須原         | 1.1       | 16.9      |                                                          | 다가와군   | 아카촌     |
| 아카                 | 赤             | 1.5       | 18.4      |                                                          | 다가와군   | 아카촌     |
| 우치다               | 内田           | 2.3       | 20.7      |                                                          | 다가와군   | 아카촌     |
| 가키시타온센구치     | 柿下温泉口     | 1.8       | 22.5      |                                                          | 다가와군   | 가와라정   |
| 마가리카네           | 勾金           | 1.1       | 23.6      |                                                          | 다가와군   | 가와라정   |
| 가미이타             | 上伊田         | 1.3       | 24.9      |                                                          | 다가와시   | 다가와시   |
| 다가와이타           | 田川伊田       | 1.4       | 26.3      | 규슈 여객철도 히타히코산 선 헤이세이 치쿠호 철도 이타 선 | 다가와시   | 다가와시   |